# 小行星8975
小行星8975（8975 Atthis）是一颗绕太阳运转的小行星，为主小行星带小行星。该小行星于1973年9月29日发现。

## 轨道参数
小行星8975的轨道半长轴为2.4101658 UA，离心率为0.128。
| 前一小行星： 小行星8974 | 小行星列表 | 後一小行星： 小行星8976 |